# Colantonio

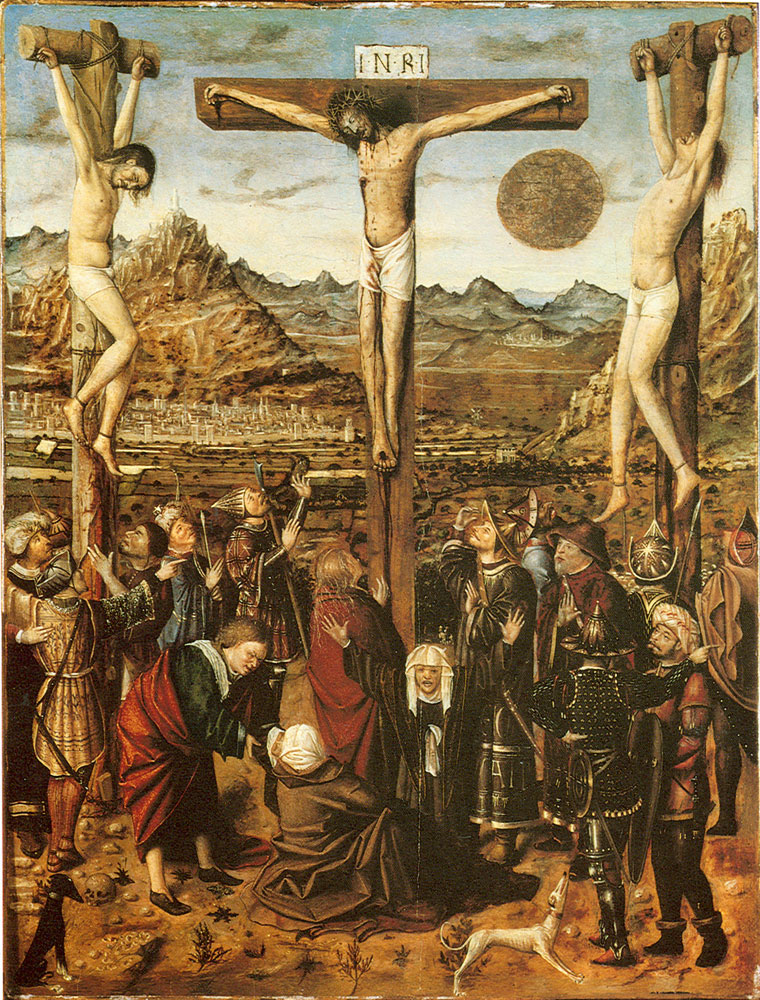
Crucifixió, Museu Thyssen-Bornemisza.

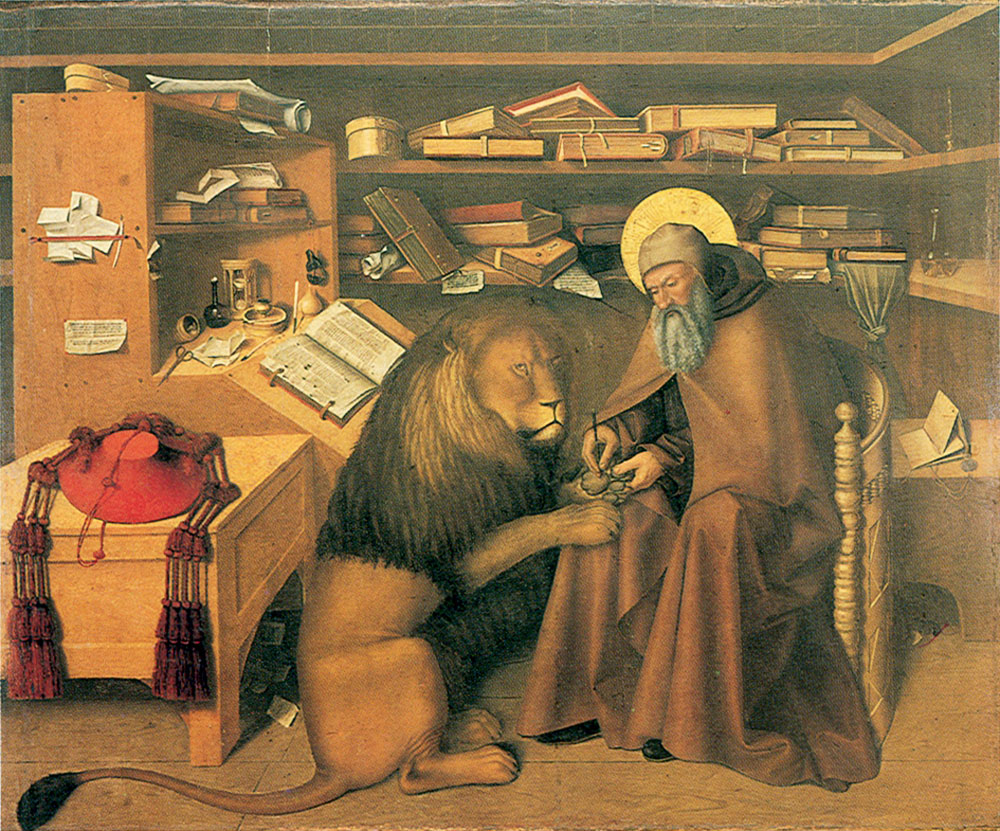
Sant Jeroni en el seu estudi, Museu di Capodimonte, Nàpols.

Colantonio és el nom artístic i més conegut de Niccolò Antonio (circa 1420) fou un pintor napolità, conegut per haver estat un dels qui va formar Antonello da Messina, segons una carta datada el 20 de març de 1524 de l'humanista napolità del renaixement Pietro Summonte, que informa sobre l'estat de l'art a Nàpols i dels treballs a que hi feien pintors flamencs, parla de Colantonio i de la seua tècnica flamenca, que hom ha vist assimilada en l'art d'Antonello da Messina.

## Biografia
Colantonio va tenir la seva època daurada a Nàpols entre 1440 i 1470. Es va formar sota el patrocini de Renat I de Nàpols. Les seves pintures demostren la barreja de diverses cultures; Alfons V d'Aragó havia atret artistes fins a Nàpols des d'Espanya, Borgonya, Provença, i Flandes. Aquest contacte li va permetre sintetitzar a Colantoni el seu propi estil de totes aquestes fonts, estant un dels primers artistes a Itàlia meridional en aprendre les tècniques flamenques de la pintura a l'oli.
Se li atribueix també haver ensenyat a Pedro Berruguete, així com haver-se desplaçat a Espanya, al costat de Gherardo Starnina per treballar en els frescs de la Capella de San Blas de la catedral de Toledo i en altres projectes a València.
La figura d'aquest artista va ser reconstruïda al segle xix a través de les escasses notes biogràfiques i les poques obres a ell referides. La tradició segons la qual ell va ser educat sota el patrocini de Renat I de Nàpols i mestre d'Antonello da Messina confirma la important col·locació de Colantonio en el món cultural napolità, ric de formació humanística i obert als aportaments flamencs i espanyols. El document de l'època on es troben més dades biogràfiques és una carta enviada per Pietro da Summonte, humanista napolità, a Marcantoni Michiel, literat i humanista venecià. En aquesta carta es descriu l'estil i importància de Colantoni i les seves obres principals.
Alguns fragments: 
| « | Des dels romans [als que Pietro da Summonte anomena "Reis del passat"] no hi ha hagut un altre pintor napolità destacat fins Colantonio. […] Va ser un pintor tan talentós que de no haver estat per la seva mort prematura hagués fet coses grandioses. A causa de l'època, ell no va assolir la perfecció a les seves pintures. Tanmateix, sí va ser així en el seu deixeble Antonello da Messina, qui també és conegut per la seva gent. D'acord amb l'època, Colantonio va tenir inclinació cap a l'estil i els colors flamencs. Ell va voler viatjar allà però el rei Renat I de Nàpols ho va retenir aquí, mostrant-li ell, l'estil i els mètodes del color. | » |

Sobre el seu estil, en gran part influït per la pintura flamenca, també s'esmenta a la carta el següent:
| « | Podia copiar amb gran habilitat tot el que volia i va copiar treballs de Flandes, que eren els que eren de moda en aquest període. També de Flandes va venir el retrat pintat de Carles I de Borgonya. Colantonio se les va arreglar perquè el comerciant se'l prestés i va fer una còpia que era impossible de distingir de l'original. Aleshores li va donar el seu quadre en lloc de l'original i el comerciant ni es va adonar fins que Colantonio li va revelar la veritat. | » |

A Nàpols, hi ha quatre obres de Colantonio. La seva obra més coneguda és la que va encarregar Alfons V d'Aragó el Magnànim per col·locar a San Lorenzo Maggiore: Sant Jeroni en el seu estudi. Avui dia es troba al Museu di Capodimonte a Nàpols. En aquesta obra, a la part superior està representada una altra composició Sant Francesc donant la regla als seus frares.